# Ogräsmållor
Ogräsmållor (Chenopodium) är ett släkte av amarantväxter. Ogräsmållor ingår i familjen amarantväxter. Den familj som tidigare innehöll Chenopodium ("gås-fot" av grekiskans χήνα och Πόδι) hette Chenopodiaceae.

## Bildgalleri

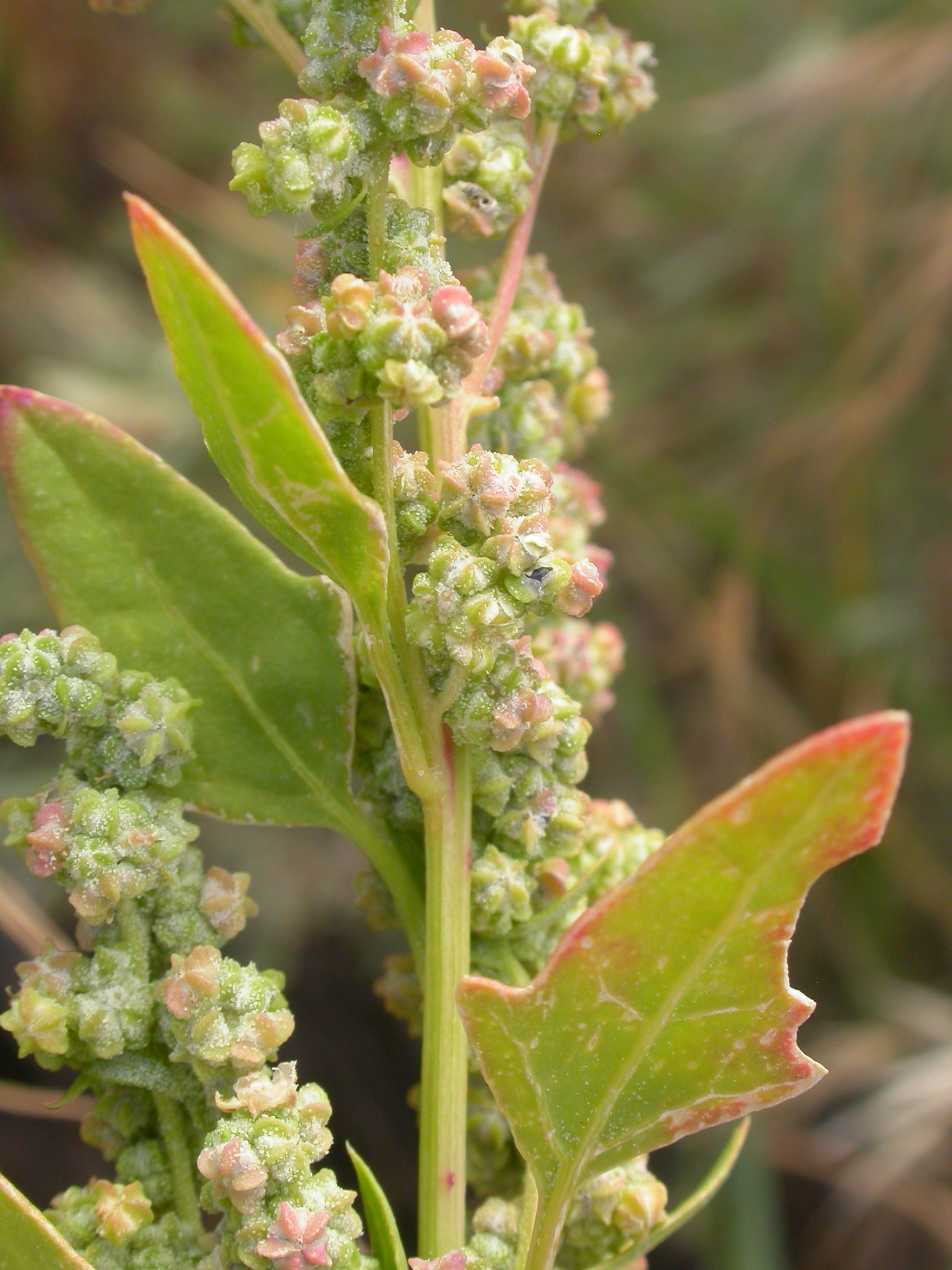
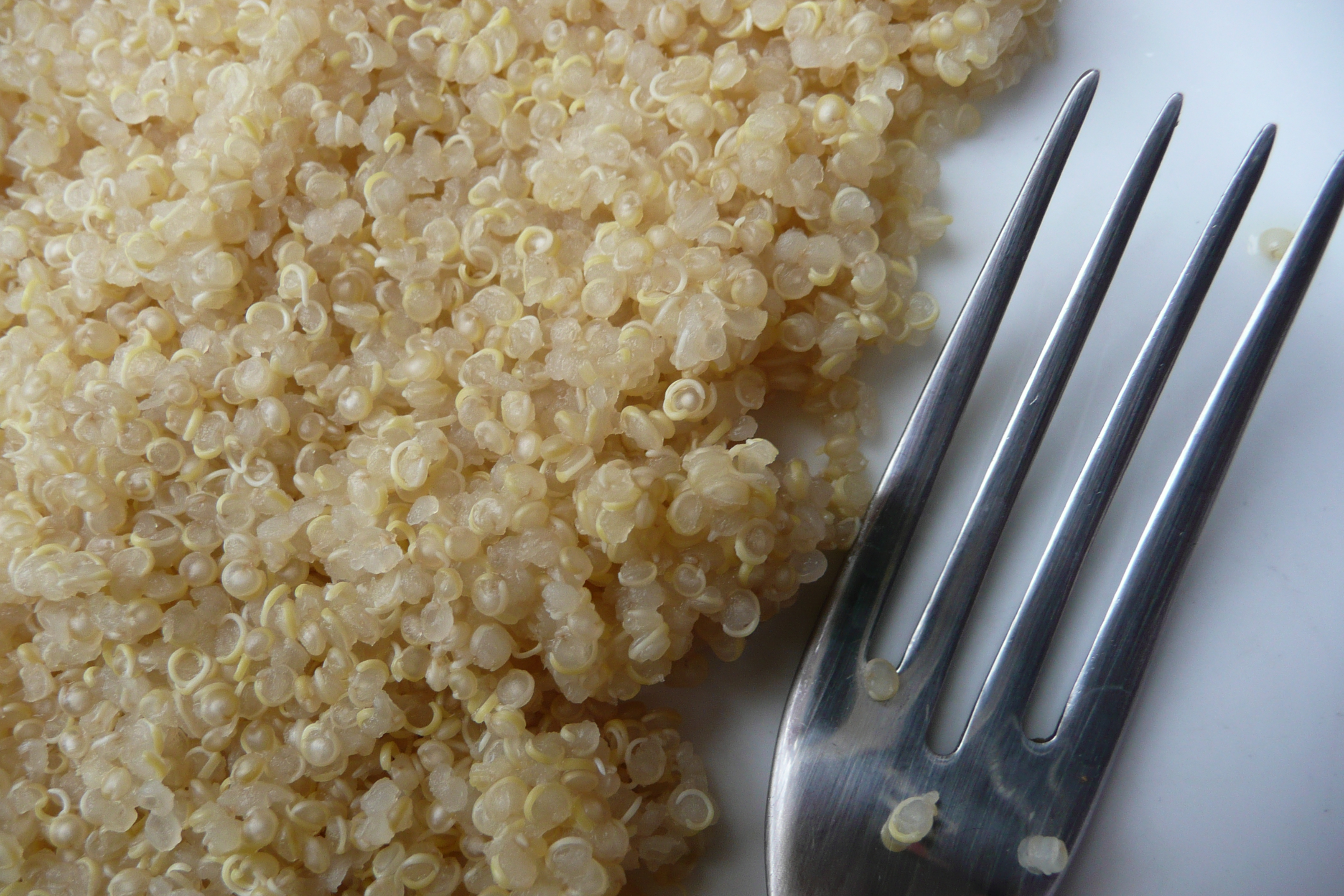
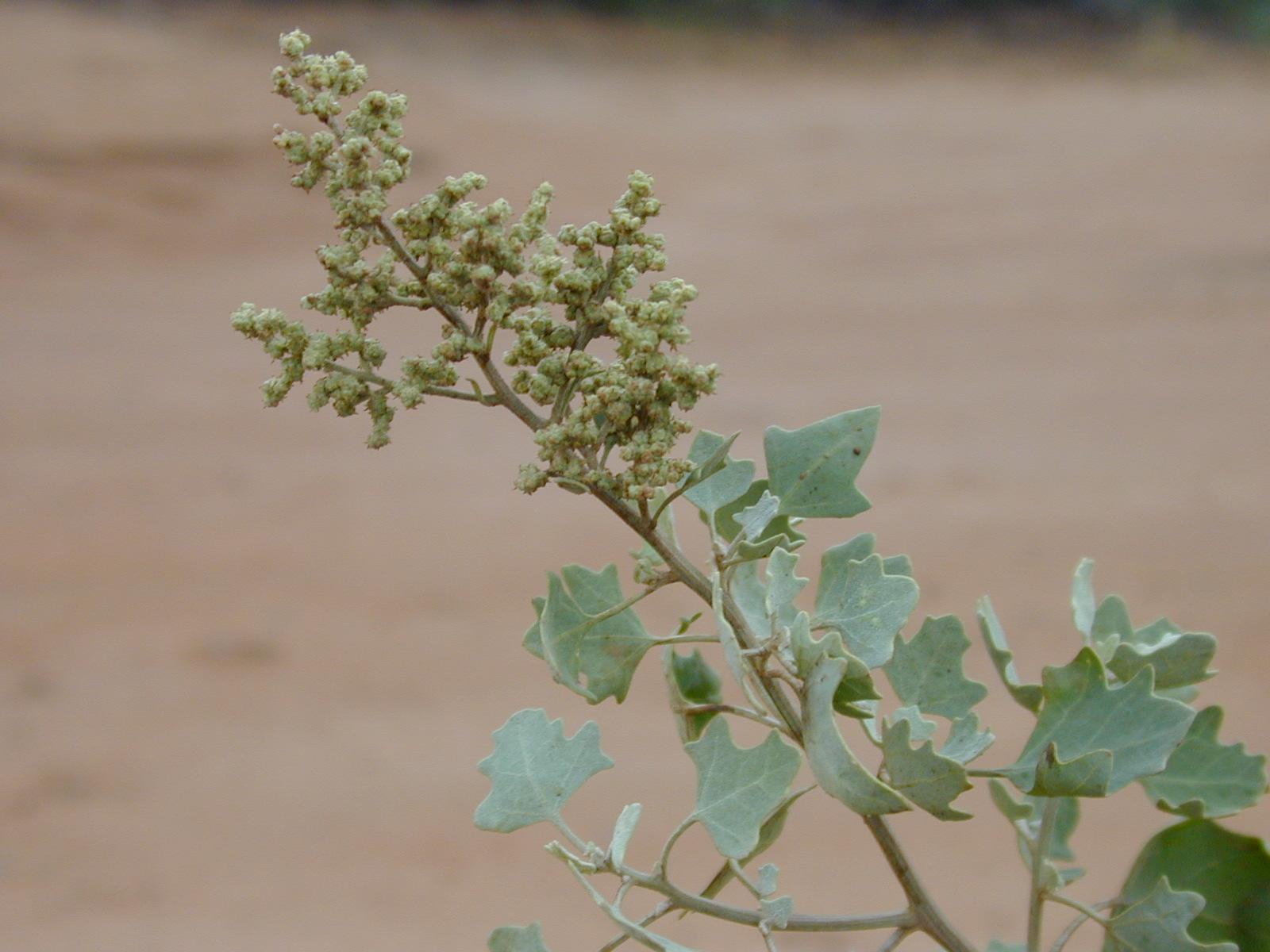
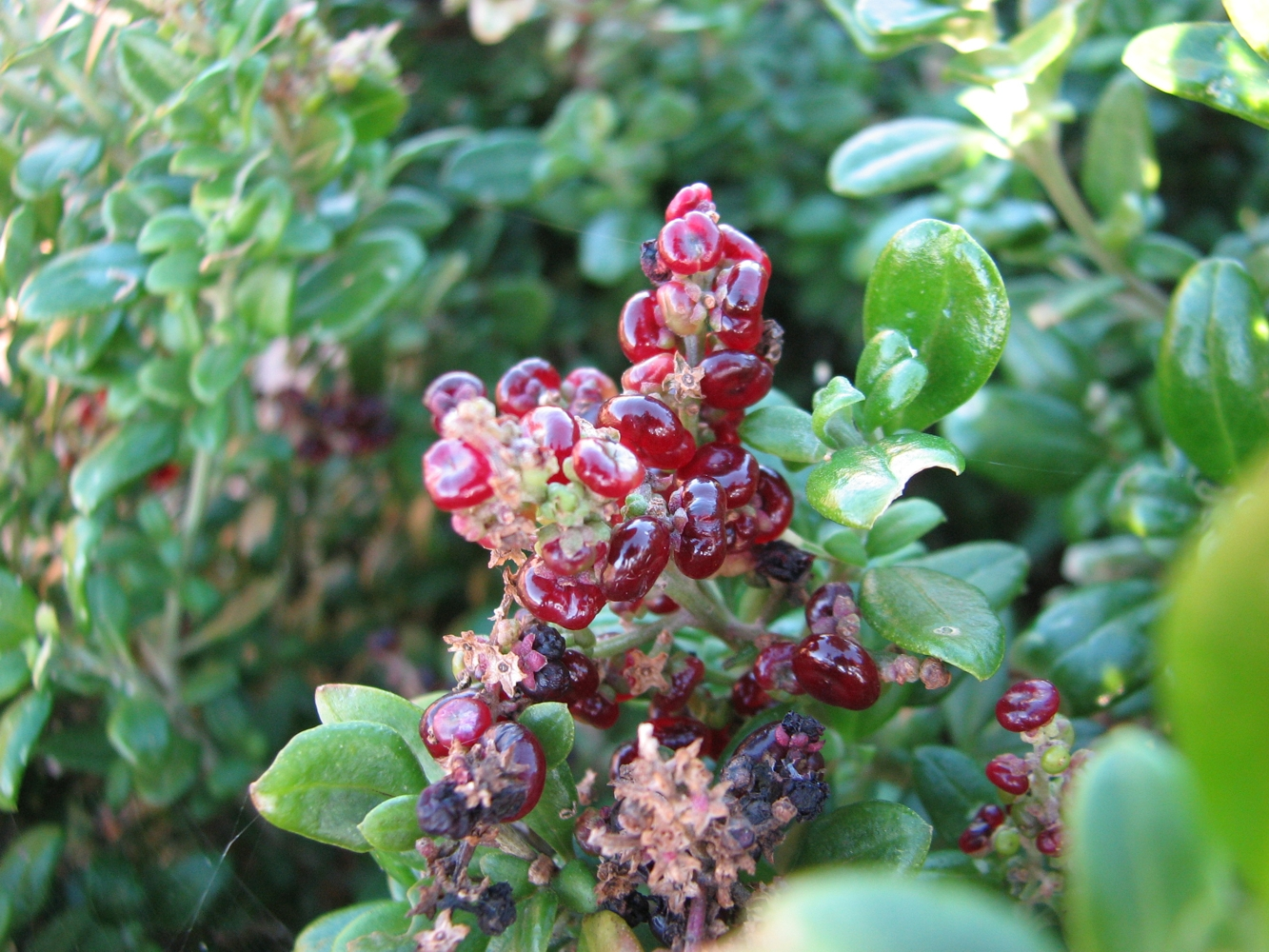
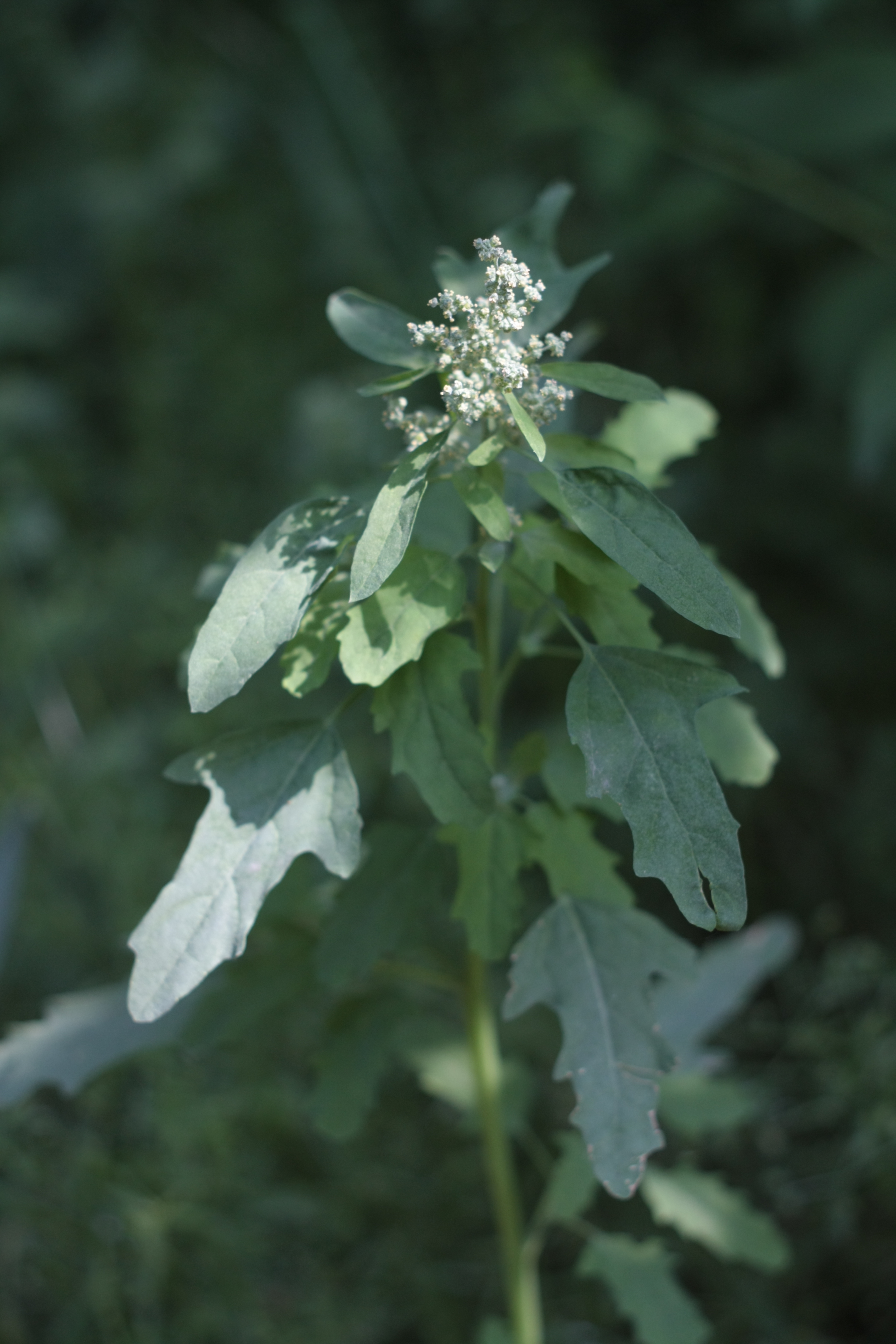
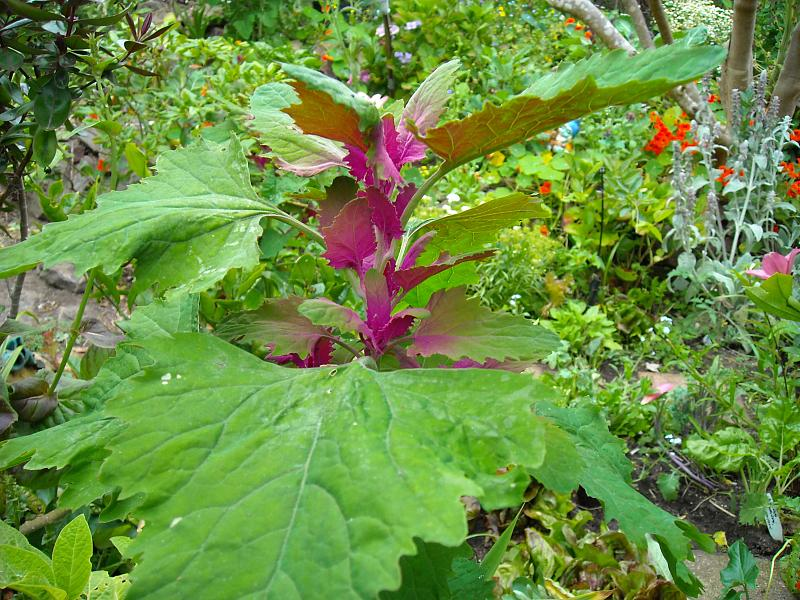

## Dottertaxa till Ogräsmållor, i alfabetisk ordning[1]
- Chenopodium acerifolium
- Chenopodium acuminatum
- Chenopodium album
- Chenopodium amaranticolor
- Chenopodium amboanum
- Chenopodium amurense
- Chenopodium atripliciforme
- Chenopodium auricomum
- Chenopodium badachschanicum
- Chenopodium baryosmum
- Chenopodium berlandieri
- Chenopodium blackianum
- Chenopodium bontei
- Chenopodium borbasioides
- Chenopodium bryoniifolium
- Chenopodium carnosulum
- Chenopodium caudatum
- Chenopodium chaldoranicum
- Chenopodium chenopodioides
- Chenopodium cornutum
- Chenopodium desiccatum
- Chenopodium elatum
- Chenopodium exsuccum
- Chenopodium fasciculosum
- Chenopodium ficifolium
- Chenopodium foliosum
- Chenopodium fremontii
- Chenopodium frutescens
- Chenopodium fursajevii
- Chenopodium gaudichaudianum
- Chenopodium giganteum
- Chenopodium glaucum
- Chenopodium gracilispicum
- Chenopodium gubanovii
- Chenopodium guineense
- Chenopodium hastatum
- Chenopodium haumanii
- Chenopodium helenense
- Chenopodium hircinum
- Chenopodium hypsophilum
- Chenopodium iljinii
- Chenopodium ingens
- Chenopodium jehlikii
- Chenopodium jenissejense
- Chenopodium karoi
- Chenopodium leptophyllum
- Chenopodium linifolium
- Chenopodium litwinowii
- Chenopodium longidjawense
- Chenopodium mandonii
- Chenopodium microphyllum
- Chenopodium missouriense
- Chenopodium moquinianum
- Chenopodium mucronatum
- Chenopodium murale
- Chenopodium neomexicanum
- Chenopodium nitrariaceum
- Chenopodium novopokrovskyanum
- Chenopodium nutans
- Chenopodium oahuense
- Chenopodium oleraceum
- Chenopodium olukondae
- Chenopodium opulifolium
- Chenopodium pallidicaule
- Chenopodium pamiricum
- Chenopodium parabolicum
- Chenopodium patulum
- Chenopodium pelgrimsianum
- Chenopodium petiolare
- Chenopodium petiolariforme
- Chenopodium philippianum
- Chenopodium phillipsianum
- Chenopodium pilcomayense
- Chenopodium polyspermum
- Chenopodium pratericola
- Chenopodium preissii
- Chenopodium preissmannii
- Chenopodium probstii
- Chenopodium pseudoborbasii
- Chenopodium purpurascens
- Chenopodium quinoa
- Chenopodium reynieri
- Chenopodium rubrum
- Chenopodium schulzeanum
- Chenopodium sericeum
- Chenopodium serotinum
- Chenopodium sosnowskyi
- Chenopodium spinescens
- Chenopodium standleyanum
- Chenopodium stellulatum
- Chenopodium striatiforme
- Chenopodium strictum
- Chenopodium stuckertii
- Chenopodium suberifolium
- Chenopodium suecicum
- Chenopodium tkalcsicsii
- Chenopodium ugandae
- Chenopodium ulbrichii
- Chenopodium variabile
- Chenopodium watsonii
- Chenopodium wilsonii
- Chenopodium virginicum
- Chenopodium vulvaria
- Chenopodium zoellneri